# Calicha chosenicola
Calicha chosenicola là một loài bướm đêm trong họ Geometridae.